# Can Serratacó
Serratacó és una masia del terme municipal de Sant Quirze Safaja, al Moianès. Edifici datat a la llinda d'entrada: 16 IHS 66.[1] Fou refet l'any 1677. Els hereus de Serratacó eren els oficials del Sant Ofici del terme.

## Descripció
Casa formant un conjunt amb Can Serracarbassa. Consta de cos principal de planta rectangular amb dos cossos afegits, amb la teulada esglaonadament més baixa. Juntament amb tres cossos més i un pati, queda tot protegit per un tancat de pedra al que s'accedeix per una porta d'entrada. A fora hi ha un pou d'aigua de planta semicircular i una pallissa amb una entrada monumental i una era al davant, envoltada per un mur circular de pedra. Amb pedres angulars i un contrafort de pedra en una paret. Dins la pallissa s'aprofita una llinda d'arc conopial com a pilar. Confronta de finestra amb arquet esculpit i escut romboidal i una altra llinda amb inscripció: ESTA OBRA / A FETA FER / JOAN SERRA / O PAGÈS / FAMILIAR.
Està situada al nord-est del poble de Sant Quirze Safaja, a la part central de la Serra de Bernils. És en un altiplà a la dreta del torrent de l'Espluga, al nord-est de la Corona, al sud-oest de Barnils i al sud-est de la masia del Bosc, del veí terme de Castellcir. Al seu costat de llevant hi ha la masia de Serracarbassa. Entre les dues passa el Camí de Bernils.
S'hi accedeix pel Camí de Bernils, que surt del costat mateix de l'església parroquial de Sant Quirze Safaja, a l'extrem de llevant i més enlairat del poble, i s'adreça cap al nord-est pujant en amples revolts per anar a cercar l'extrem sud-oest de la Serra de Bernils i, des d'allí, seguir la carena de la serra. Així, en quasi 3 quilòmetres arriba a la masia de Serratacó.